# Simeon Price
Pour les articles homonymes, voir Price.
Simeon Taylor "Sim" Price, Jr.  (Saint-Louis, Missouri, 16 mai 1882 - Washington DC, 16 décembre 1945) est un golfeur américain. En 1904, il remporta une médaille de bronze en golf aux Jeux olympiques de St. Louis, dans la catégorie par équipe. 